# Berry van Aerle
Hubertus Aegidius Hermanus van Aerle, dit Berry van Aerle (prononcé en néerlandais : [ˈbɛ.ri vɑn ˈaːr.lə]), est un footballeur néerlandais né le 8 décembre 1962 à Helmond.

## Carrière
- 1981-1986 : PSV Eindhoven  Pays-Bas
- 1986-1987 : Royal Antwerp FC  Belgique
- 1987-1994 : PSV Eindhoven  Pays-Bas
- 1994-1995 : Helmond Sport  Pays-Bas

## Palmarès
- 35 sélections et 0 but avec l'équipe des Pays-Bas entre 1987 et 1992.